# Diocesi di Petnelisso
La diocesi di Petnelisso (in latino: Dioecesis Petnelissensis) è una sede soppressa del patriarcato di Costantinopoli e una sede titolare della Chiesa cattolica.

## Storia
Petnelisso, identificabile con Sïrt nell'odierna Turchia, è un'antica sede episcopale della provincia romana della Panfilia Seconda nella diocesi civile di Asia. Faceva parte del patriarcato di Costantinopoli ed era suffraganea dell'arcidiocesi di Perge.
Questa antica sede bizantina è menzionata in tutte le Notitiae Episcopatuum del patriarcato di Costantinopoli fino al XII secolo. Si conosce tuttavia un solo vescovo, Marciano, che sottoscrisse nel 458 la lettera dei vescovi della Panfilia Seconda all'imperatore Leone I dopo la morte del patriarca Proterio di Alessandria: con questa lettera i vescovi approvavano il concilio di Calcedonia e ritenevano invalida l'elezione di Timoteo Eluro sulla sede di Alessandria. Il vescovo firma la lettera come Martinus: il nome tuttavia è un errore dei copisti, perché inusuale e assente in tutta la prosopografia della diocesi civile di Asia.
A questo vescovo, Michel Le Quien aggiunge anche Eracleide, che prese parte al concilio di Costantinopoli del 381; tuttavia le liste episcopali del concilio evidenziano un errore nella trasmissione del testo e il vescovo Eracleide apparteneva in realtà alla diocesi di Panemotico.
Dal XIX secolo Petnelisso è annoverata tra le sedi vescovili titolari della Chiesa cattolica; la sede è vacante dal 19 agosto 1981. Istituito con il nome di Pednelissus, fu corretto in Petnelissus nel 1929.

## Cronotassi

### Vescovi greci
- Marciano (Martino ?) † (menzionato nel 458)

### Vescovi titolari
- Jean-Benoît Chouzy, M.E.P. † (21 agosto 1891 - 22 settembre 1899 deceduto)
- Thomas Broderick, S.M.A. † (24 agosto 1918 - 13 ottobre 1933 deceduto)
- Joachim (Alois) Ammann, O.S.B. † (11 dicembre 1933 - 19 agosto 1981 deceduto)